# Меса-Верде
Національний парк Меса-Верде (англ. Mesa Verde National Park) — національний парк на південному заході штату Колорадо, США. Площа — 211 км².
Парк створений у 1906 році для охорони численних руїн поселень індіанців анасазі (предків сучасних пуебло). Поселення існували протягом VI—XIII століть.
Парк отримав своє ім'я від однойменного плато, що підноситься на 600 м над навколишньою місцевістю. Назва плато перекладається з іспанської як «Зелений стіл», оскільки воно покрито хвойним лісом: Сосна колорадська (Pinus edulis) та Ялівець твердонасінний (Juniperus osteosperma).
В 1978 році національний парк був внесений до списку Світової спадщини ЮНЕСКО.
Щорічно парк відвідують понад 700 тисяч туристів.